# Brownfields (milieu)

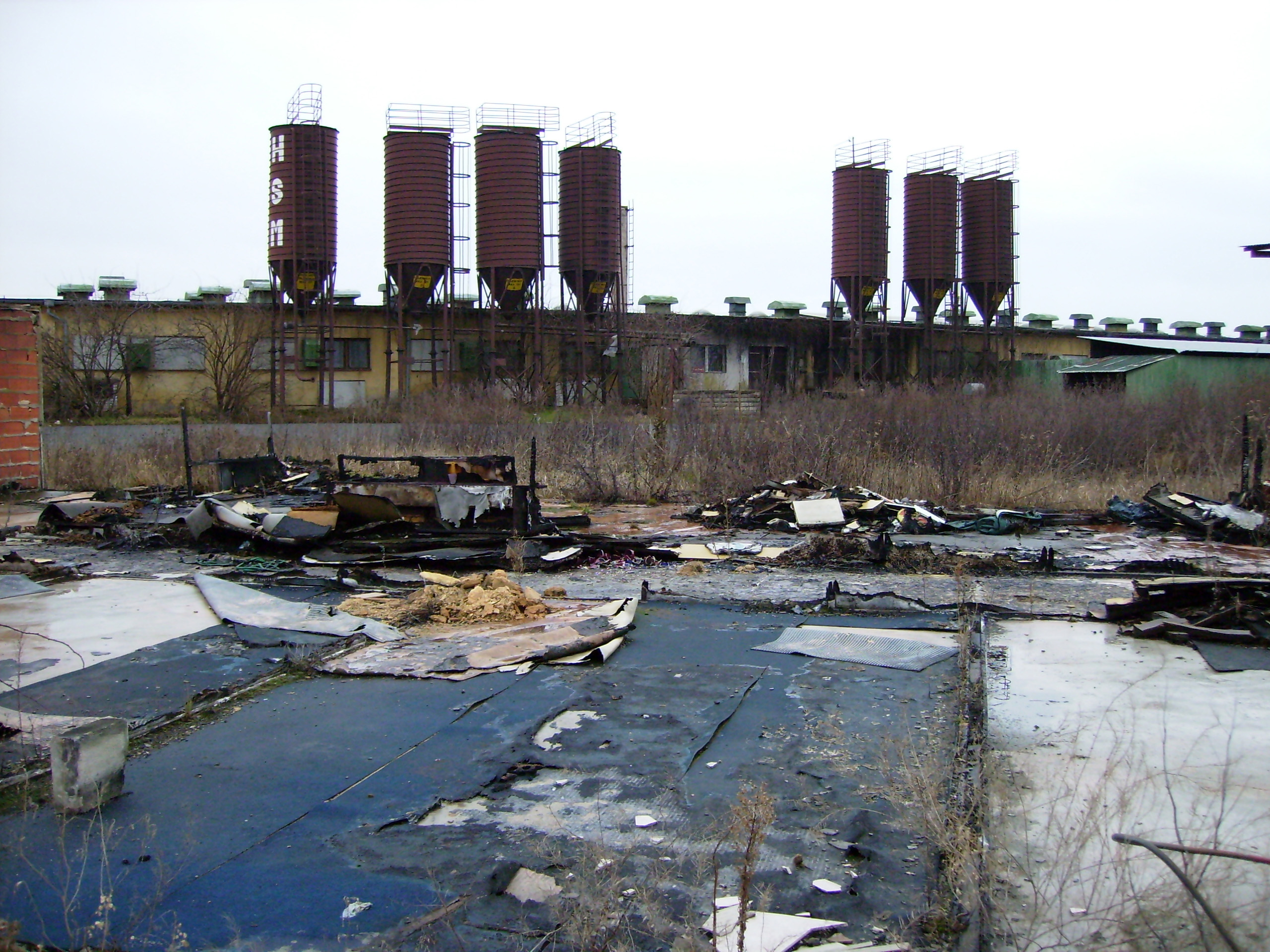
Brownfield bij Jenštejn, Tsjechië

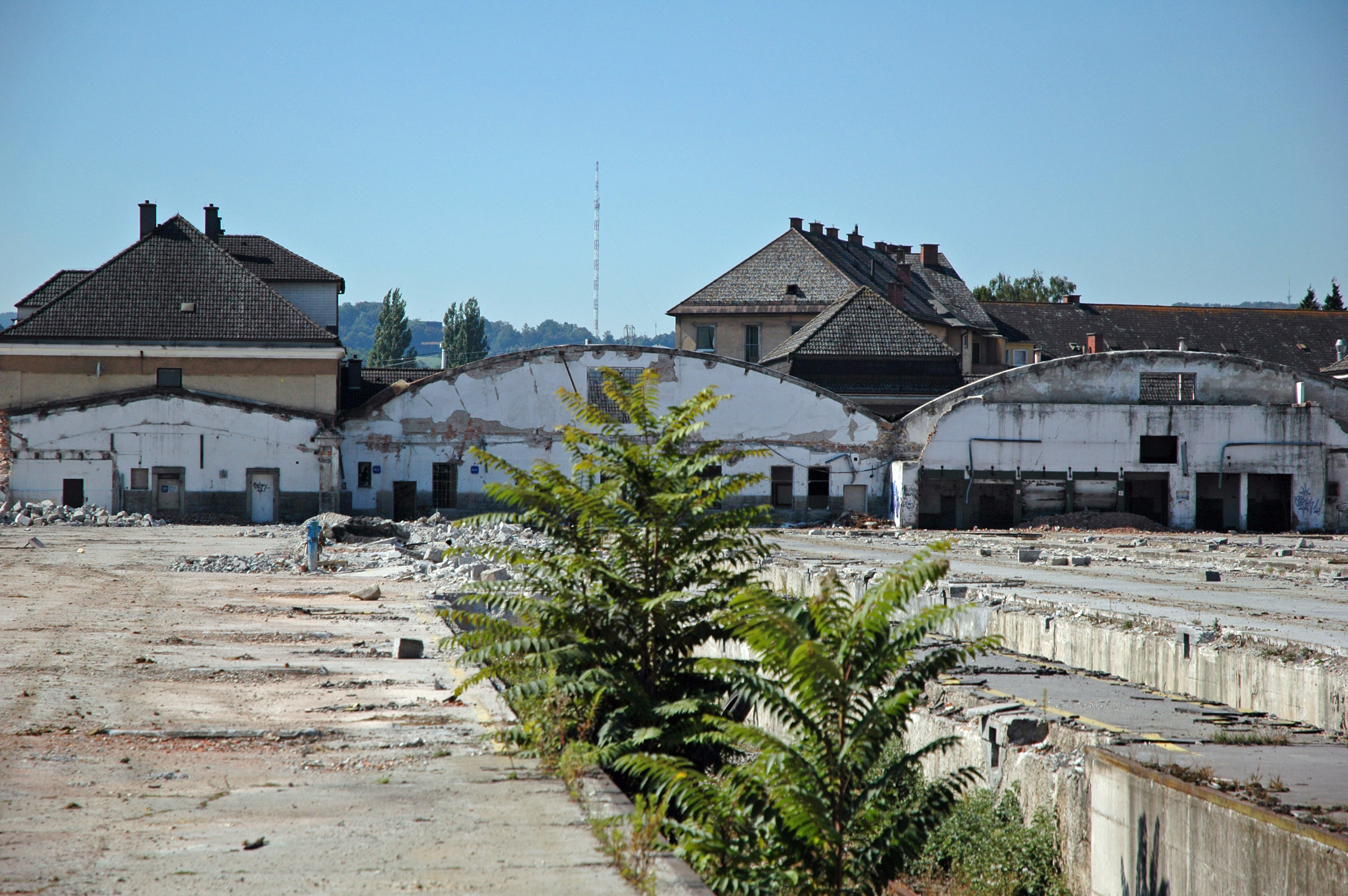
Brownfield bij Linz, Oostenrijk

Brownfields is de naam die door OVAM gegeven werd aan terreinen die door de aanwezige bodemverontreiniging niet meer gebruikt kunnen worden.
Heel vaak betreft het voormalige industriële terreinen met een ideale ligging. Deze gronden zouden dus in aanmerking kunnen komen voor een nieuwe bestemming: zo bijvoorbeeld een ambachtelijke zone, een groenzone, een woonzone, een recreatiegebied.
De ernst van de verontreiniging, wie verantwoordelijk is voor deze verontreiniging en wie de saneringskosten moet betalen, zorgen ervoor dat de reconversie van deze terreinen heel moeizaam verloopt.

## Brownfields inVlaanderen
- Scregg - Ravenshout te Tessenderlo
- Stadgasfabriek Gent te Gent
- Vilvoorde Watersite te Vilvoorde
- Machelen-Kerklaan te Machelen
- La Floridienne te Gent
- Scheldeboord-Hemiksem te Hemiksem
- Balmatt te Mol
- Groene-Meersch te Zele
- Leerlooierij Schotte te Aalst
- Leerlooierij te Zulte
- Plassendale Chemie te Oostende
- Petroleum-Zuid te Antwerpen
- Willebroek-Noord te Willebroek

## Brownfield inNederland
- Kil Depot te Dordrecht
- Voormalig ThermPhos terrein in Vlissingen